# البطولة العربية للأندية الفائزة بالكؤوس 1996
البطولة العربية للأندية الفائزة بالكؤوس 1996 هي النسخة السابعة من البطولة العربية للأندية الفائزة بالكؤوس التي أقيمت في عَمّان، الأردن من 13 إلى 22 ماي 1996. مثلت الفرق الدول العربية في أفريقيا وآسيا. فاز أولمبيك خريبكة المغربي بالبطولة للمرة الأولى في تاريخه، على حساب الفيصلي الأدرني.